# Striononyma
Striononyma är ett släkte av skalbaggar. Striononyma ingår i familjen långhorningar.
Kladogram enligt Catalogue of Life:
| Striononyma | \| \| Striononyma flavovariegata \| \| \| \| \| \| Striononyma unicolor \| \| \| \| |
|             | \| \| Striononyma flavovariegata \| \| \| \| \| \| Striononyma unicolor \| \| \| \| |
|             | Striononyma flavovariegata                                                          |
|             |                                                                                     |
|             | Striononyma unicolor                                                                |
|             |                                                                                     |